# Lips on Lips (canção)
"Lips on Lips" é uma canção gravada pela cantora americana Tiffany Young. Foi lançado em 14 de fevereiro de 2019 pela Transparent Arts como um pré-single de seu primeiro álbum em inglês, Lips on Lips.

## Antecedentes e lançamento
Em 13 de fevereiro de 2019, Tiffany lançou um teaser para sua novo single e no dia seguinte lançou "Lips on Lips" como presente de Dia dos namorados para seus fãs.

## Composição
"Lips on Lips" é uma música eletropop borbulhante, a música é um hino moderno para o dia do amor. A música é inspirada no "foco no romance e no momento íntimo doce e especial de um beijo", segundo um comunicado. Com um ritmo tropico cativante e um baixo forte, reforçando os vocais cativantes de Tiffany.